# Arrigo Benedetti
Arrigo Benedetti (1 de junio de 1910, Lucca, Reino de Italia - 26 de octubre de 1976, Roma) fue un periodista, escritor y partisano italiano. Es reconocido en la historia del periodismo italiano por haber fundado y gestionado Oggi (1939), L'Europeo (1945) y L'Espresso (1955).

## Biografía
Se graduó de la escuela secundaria "Nicolás Maquiavelo" y asistió a la Facultad de Humanidades de la Universidad de Pisa. Él conoció a Mario Pannunzio, que tenía la misma edad y vivía en un apartamento al lado del suy. Los dos lograron una amistad muy duradera. En 1937 abandonó sus estudios universitarios y decide unirse con Pannunzio en Roma. El deseaba convertirse en un escritor. Entonces, él comenzó a trabajar en revistas culturales, entre ellos en el Libro italiano (una revista bibliográfica). Publicó sus primeros cuentos, en los que interpretó la vida cotidiana de su tierra. Junto a Pannunzio conoce a Leo Longanesi, que el capital italiana había fundado el semanal Omnibus. Con Longanesi como profesor, Benedetti hace su primera experiencia como periodista.
En poco tiempo, la pasión por el periodismo lo conquista a Benedetti y decide especializarse en esta profesión. En 1938 se casó en la Iglesia de Fagnano, en Lucca, con Catherine, una pariente lejana (los dos se conocían desde la infancia). En 1939, el Ómnibus es suprimido por el régimen a tan sólo dos años de vida. Benedetti sigue llamando a Longanesi para trabajar con otro periódico, Tutto. Pero después de tres números Longanesi se retira de nuevo. Benedetti decide aceptar la oferta de Angelo Rizzoli para ir a Milán, junto con Mario Pannunzio, y crear un nuevo registro. El 3 de junio de 1939, se lanza el primer número de la revista semanal Oggi. Pero también este semanal es de corta duración: en 1942 fue suprimido por el régimen. En 1943 nace su hijo, Alberto.
A raíz de la detención de Mussolini que marca el final del régimen fascista, escribe Benedetti, junto a Mario Pannunzio y Leo Longanesi, Il Messaggero del 26 al 27 de julio de 1943, celebrando el regreso a la libertad. Después del 8 de septiembre de 1943, Benedetti se refugió en las montañas de los Apeninos cerca de Reggio Emilia. En la víspera de Navidad, fue arrestado durante una redada de la Guardia Nacional Republicana. Encarcelado en Reggio Emilia, fue acusado de complicidad y de posesión de armas. La noche antes de comparecer ante el tribunal militar en Bolonia, la prisión fue destruida por los bombardeos y Benedetti huyó, cruzando el paseo de los Apeninos, llegando a la provincia de Lucca. Aquí, en una zona que conocía a fondo, continuó la lucha partisana hasta la liberación.
Después de la Liberación, escribió como crítico teatral para el Corriere Lombardo, por la tarde de todos los días. En 1945 fundó, con el empresario Gianni Mazzocchi, una nueva revista de noticias semanal, L'Europeo. El éxito de la revista trae a Benedetti fama y honores. En 1953, la dirección es comprada por Angelo Rizzoli. Inesperadamente, con la colaboración de Rizzoli en un difícil y corto período de tiempo se crea un clima de "confrontación". Después de un año, Benedetti choca con el editor por el escándalo del caso Montesi. En el clima caliente de las noticias acerca de las implicaciones políticas del caso, Benedetti renunció "debido a los desacuerdos sobre la política con la editorial" (1954).
Autorizado por L'Europeo, Benedetti se unió al equipo de redacción de Cronache de Gualtiero Jacopetti. Sólo un año después de la fundación de la revista cierra. Benedetti decidió fundar su propio periódico y preservar la fórmula, el corte y la edición de Crónicas. El 2 de octubre de 1955 sale a la venta L'Espresso, que en los últimos años se convirtió en una de las principales revistas italianas después de la guerra. También publicó una semana sobre las secuelas de la guerra de los Seis Días (5-10 de junio de 1967), contrastando con Eugenio Scalfari; este último tenía una línea adversa, favorable para el Estado de Israel.
El reconocido periodista fue también enviado especial de La Stampa. Más tarde asume la dirección de:
- Il Mondo (1969-1972);
- Paese Sera (a partir de 1975, hasta su muerte en 1976).

Durante su larga carrera fue maestro de muchos periodistas. Algunos de ellos fueron: Camilla Cederna, Ugo Stille, Giancarlo Fusco y Alfredo Todisco.

## Obra

### Novelas
- La figlia del capitano (Florencia, 1938);
- I misteri della città (Florencia, 1941);
- Paura all'alba (novela autobiográfica) (Roma, 1945);
- Una donna all'inferno (Milán, 1945);
- Il passo dei Longobardi (Milán, 1964);
- L'esplosione (Milán, 1966);
- Il ballo angelico (Milán, 1968);
- Gli occhi (Milán, 1970);
- Rosso al vento (Milán, 1974);
- Cos'è un figlio (Milán, 1977);
- Diario di campagna (Milán, 1979).

## Otros proyectos
- Wikiquote alberga frases célebres de o sobre Arrigo Benedetti.

- Datos: Q3623758